# Tatra KT8D5
Татра KT8D5 — чехословацкий трёхсекционный сочленённый восьмиосный трамвайный вагон для двустороннего движения со всеми управляемыми осями; электрооборудование с импульсным регулированием. Выпускался АО «ČKD Praha» Tatra - Smíchov с 1984 по 1999 год. Всего построено 205 вагонов KT8D5. Эти вагоны эксплуатировались в СССР, Чехословакии и КНДР. Большинство вагонов продолжают эксплуатироваться и по сей день.

## Описание вагона

### Общее
Трамвайный вагон типа KT8D5 — восьмиосный, трёхсекционный трамвайный вагон, предназначенный для движения в обоих направлениях. Трамвайные вагоны могут эксплуатироваться как в одновагонном исполнении, так и объединяться в двухвагонные поезда, управляемые с одного поста по системе многих единиц.

### Тележка
У вагона имеется две внешних и две внутренних тележки, отличающихся лишь исполнением люльки и посадкой кузова вагона. Тележки двухмоторные с вдоль помещёнными двигателями, каждый двигатель с помощью карданного вала соединён с осевым редуктором. У тяговых двигателей имеются собственные нагнетающие вентиляторы, охлаждающий воздух насасывается из боковины вагона. Рессорное подвешивание из витых стальных пружин с резиновыми концевыми упорами дополнено гидравлическими амортизаторами, помещёнными между люлькой и продольными балками.
Редукторы двухступенчатые, снабжённые цилиндрической и конической зубчатой передачей. Составной частью тележки является механический дисковый тормоз, расположенный на валу двигателя и электромагнитный рельсовый тормоз. Колея: 1435 мм, 1524 мм.

### Кузов вагона
Кузов вагона сварен из отдельных стальных элементов оснащённых антикоррозийными покрытиями и набрызгами полостей. Вместе со ступеньками из нержавеющей жести и планками пола из того же материала, кузов предложен с учётом требуемого срока его службы. Подоконные части боковых стен и крыши термически изолированы с помощью слоя минерального войлока. Пол изготовлен из водостойких фанер, в своей средней части пол имеет съёмные крышки с целью доступа к кабельному каналу. С целью более лёгкой очистки пола резиновое покрытие на боковых стенах превышено, приблизительно до высоты 300 мм.
Устройство внутреннего пространства спроектировано просто, но целесообразно. Сиденья для пассажиров обивные, размещены тремя рядами — кабинное оформление. Внутреннее освещение вагона обеспечивают люминесцентные лампы, питаемые батареей при помощи индивидуальных транзисторных преобразователей. С каждой стороны вагона имеется пять складных дверей служащих для посадки и высадки пассажиров. Двери у кабины водителя — трёхстворчатые, остальные двери — четырёхстворчатые.
Пассажирский салон вентилируется и отапливается двумя системами теплого воздуха, помещёнными на крышах крайних секций. Для отопления используется потерянное тепло из тормозных сопротивлений. При более низкой внешней температуре ступенчато подключается дополнительная подача тепла. При максимальной мощности в дополнительной подаче тепла, тепловой комфорт обеспечивается вплоть до температуры наружного воздуха минус 40 °C.
Летом потерянное тепло выводится из вагона, а в пассажирский вагон люками вдоль крыши и форточками окон кузова вагона вгоняется свежий наружный воздух.

### Место водителя
На обоих концах вагона находятся отделённые, а для управления вагоном одинаково оснащённые, места водителя. На одном из них (главном) сосредоточены защитные электрические автоматы, предохранители, выключатели групп двигателей и заземление. Элементы управления и информации, необходимые для управления вагоном, сосредоточены непосредственно вблизи в поле зрения водителя, включая и центральную сигнализацию повреждений. Остальные элементы управления, вместе с сигнализацией по определению повреждений, помещены на вспомогательной панели в правой части отделяющей стенки. Каждое место водителя имеет самостоятельную вентиляцию и отапливается системой теплого воздуха. Воздух, который подаётся к месту водителя, насасывается из боковин и фильтруется.
В зимний период отопление предоставляет водителю и хорошую обзорность путём обдува лобового и боковых окон тёплым воздухом. При неблагоприятной погоде чистоту лобового стекла поддерживают два «дворника» с возможностью обмыва стекла обрызгивателем.

### Электрическая оснастка
У трамвайного вагона использована электрическая оснастка типа TV3. Составной частью этой оснастки являются тяговые двигатели с собственной вентиляцией. Тяговые двигатели отдельных тележек постоянно последовательно соединены и управляются одним импульсным преобразователем при разгоне и электродинамическом торможении. В случае необходимости, путём отключения тяговых двигателей отдельных тележек (максимально двух отключенных тележек), можно перейти на режим аварийного движения. Механические тормоза отключенных тележек сохраняют при этом свою функцию. Главные цепи включаются линейными контакторами, которые оснащены максимальной токовой защитой. Ввиду того, что контакторы соединяют и разъединяют силовые цепи без токовой нагрузки, срок их службы удлиняется. Требуемые ездовые и тормозные качества вагона обеспечиваются электронным регулятором. Он оснащён цепями для приёма сигналов с информациями из управляемой части вагона и из регуляционной петли привода вагона. Для батарейного хозяйства используется статический преобразователь. Этим достигается высокая надёжность эксплуатации и повышение электрической эффективности.
Составной частью электрической оснастки является система защиты от буксования и юза, обеспечивающая благодаря идеальным качествам регуляции у импульсного тиристорного преобразователя, быстрое выравнивание разницы в окружной скорости ведущих колес. Это ведёт не только к повышению эксплуатационной надёжности при торможении, но и к снижению износа бандажей.

## Статистика
За период с 1984 по 1999 год ЧКД построил 205 вагонов KT8D5.

### Чехия
| Город          | Тип     | Годы выпуска | Количество | Парковые номера | Комментарии |
| -------------- | ------- | ------------ | ---------- | --------------- | ----------- |
| Брно           | KT8D5CS | 1986—1990    | 28         | 1701—1728       |             |
| Брно           | KT8D5N  | 1998—1999    | 7          | 1729—1735       |             |
| Мост, Литвинов | KT8D5CS | 1986—1990    | 8          | 315—322         |             |
| Острава        | KT8D5CS | 1989—1992    | 16         | 1500—1515       |             |
| Пльзень        | KT8D5CS | 1989         | 12         | 288—299         |             |
| Прага          | KT8D5CS | 1986—1990    | 48         | 9001—9048       |             |

### КНДР
| Город   | Тип    | Годы выпуска | Количество | Парковые номера | Комментарии |
| ------- | ------ | ------------ | ---------- | --------------- | ----------- |
| Пхеньян | KT8D5K | 1990         | 45         | 1001—1045       |             |

### Россия
| Город  | Тип   | Годы выпуска | Количество | Парковые номера | Комментарии                                                                             |
| ------ | ----- | ------------ | ---------- | --------------- | --------------------------------------------------------------------------------------- |
| Москва | KT8D5 | 1984         | 1          | 5834            | До 1989 г. № 0018 в Праге. До 1992 года № 0003 в Москве. До 12.2019 №5834 в Волгограде. |

### Словакия
| Город  | Тип     | Годы выпуска | Количество | Парковые номера | Комментарии |
| ------ | ------- | ------------ | ---------- | --------------- | ----------- |
| Кошице | KT8D5CS | 1986 - 1991  | 40         | 500—539         |             |